# Championnat du Pérou de football 2015
Navigation
Édition précédente Édition suivante
La saison 2015 du championnat du Pérou de football se déroule de mai à décembre 2015 sur deux tournois : le tournoi d'ouverture et le tournoi de clôture.
Dix-sept clubs participent aux deux tournois de cette saison qui voit le sacre du FBC Melgar, de la ville d'Arequipa, champion pour la deuxième fois de son histoire, qui plus est l'année de son centenaire.

## Règlement du championnat 2015
Le championnat se déroule en deux phases, le tournoi d'ouverture (Apertura) et le tournoi de clôture (Clausura). Les équipes se rencontrent par matchs aller-retour, pour un total de 32 rencontres par équipe (16 matchs par tournoi).
La nouveauté cette saison est la création d'une troisième phase dite de « Play off » (demi-finales et finale de championnat) où participent les vainqueurs des deux tournois (Apertura et Clausura), le vainqueur du Torneo del Inca 2015 et l'équipe ayant obtenu le plus de points au classement général cumulé des deux championnats ouverture et clôture. Comme condition, seules seront autorisées à participer les équipes figurant parmi les huit premiers dudit classement général cumulé. Si une équipe remporte deux tournois elle est automatiquement qualifiée en finale. Si une équipe remporte trois tournois, elle est déclarée championne du Pérou.  
Les trois équipes les moins bien classées à l'issue du classement général des deux tournois sont reléguées en deuxième division.

## Les clubs participants
| \| Alianza Atlético Alianza Lima Ayacucho FC Cienciano del Cusco Deportivo Municipal FBC Melgar Juan Aurich León de Huánuco Real Garcilaso Sport Huancayo Sport Loreto Sporting Cristal Unión Comercio Univ. César Vallejo San Martín UTC Cajamarca Universitario \| Localisation des clubs engagés dans le championnat 2015 |
| Alianza Atlético Alianza Lima Ayacucho FC Cienciano del Cusco Deportivo Municipal FBC Melgar Juan Aurich León de Huánuco Real Garcilaso Sport Huancayo Sport Loreto Sporting Cristal Unión Comercio Univ. César Vallejo San Martín UTC Cajamarca Universitario                                                               |

Le championnat compte dix-sept clubs, dont cinq basés à Lima.
| Club                      | Ville     |
| ------------------------- | --------- |
| Alianza Atlético          | Sullana   |
| Alianza Lima              | Lima      |
| Cienciano del Cusco       | Cuzco     |
| Deportivo Municipal       | Lima      |
| FBC Melgar                | Arequipa  |
| Ayacucho FC               | Ayacucho  |
| Juan Aurich               | Chiclayo  |
| León de Huánuco           | Huánuco   |
| Real Garcilaso            | Cuzco     |
| Sport Huancayo            | Huancayo  |
| Sport Loreto              | Pucallpa  |
| Sporting Cristal          | Lima      |
| Unión Comercio            | Tarapoto  |
| Universidad César Vallejo | Trujillo  |
| UTC de Cajamarca          | Cajamarca |
| Universidad San Martín    | Lima      |
| Universitario de Deportes | Lima      |

## Compétition

### Tournoi d'ouverture

#### Classement
| Rang | Équipe                    | Pts | J  | G | N | P | Bp | Bc | Diff |
| ---- | ------------------------- | --- | -- | - | - | - | -- | -- | ---- |
| 1    | Sporting Cristal T        | 31  | 16 | 9 | 4 | 3 | 25 | 16 | +9   |
| 2    | FBC Melgar                | 30  | 16 | 8 | 6 | 2 | 22 | 11 | +11  |
| 3    | Deportivo Municipal P     | 28  | 16 | 7 | 7 | 2 | 19 | 13 | +6   |
| 4    | Real Garcilaso            | 28  | 16 | 8 | 4 | 4 | 22 | 20 | +2   |
| 5    | Alianza Lima              | 26  | 16 | 8 | 2 | 6 | 20 | 14 | +6   |
| 6    | Unión Comercio            | 26  | 16 | 7 | 5 | 4 | 21 | 19 | +2   |
| 7    | Universidad César Vallejo | 24  | 16 | 6 | 6 | 4 | 24 | 20 | +4   |
| 8    | Juan Aurich               | 22  | 16 | 6 | 4 | 6 | 24 | 18 | +6   |
| 9    | Sport Huancayo            | 22  | 16 | 5 | 7 | 4 | 19 | 17 | +2   |
| 10   | Alianza Atlético R        | 21  | 16 | 6 | 3 | 7 | 19 | 20 | -1   |
| 11   | Cienciano del Cusco       | 19  | 16 | 5 | 4 | 7 | 23 | 23 | 0    |
| 12   | León de Huánuco           | 18  | 16 | 5 | 3 | 8 | 21 | 28 | -7   |
| 13   | Sport Loreto P            | 17  | 16 | 4 | 5 | 7 | 14 | 18 | -4   |
| 14   | Universitario de Deportes | 15  | 16 | 3 | 6 | 7 | 10 | 17 | -7   |
| 15   | Ayacucho FC               | 15  | 16 | 4 | 3 | 9 | 15 | 25 | -10  |
| 16   | UTC de Cajamarca          | 14  | 16 | 3 | 5 | 8 | 21 | 31 | -10  |
| 17   | Universidad San Martín    | 13  | 16 | 3 | 4 | 9 | 14 | 23 | -9   |

|  | Qualification pour les demi-finales du championnat                                                      |
|  | T : Tenant du titre P : Promu de Segunda División R : Réintégré à la faveur d'une résolution de la FIFA |

### Tournoi de clôture

#### Classement
| Rang | Équipe                    | Pts | J  | G | N | P | Bp | Bc | Diff |
| ---- | ------------------------- | --- | -- | - | - | - | -- | -- | ---- |
| 1    | FBC Melgar                | 29  | 16 | 8 | 5 | 3 | 29 | 11 | +18  |
| 2    | Real Garcilaso            | 29  | 16 | 8 | 5 | 3 | 26 | 16 | +10  |
| 3    | Sport Huancayo            | 28  | 16 | 8 | 4 | 4 | 28 | 20 | +8   |
| 4    | Universitario de Deportes | 28  | 16 | 8 | 4 | 4 | 26 | 20 | +6   |
| 5    | Sporting Cristal T        | 27  | 16 | 7 | 6 | 3 | 35 | 24 | +11  |
| 6    | Universidad César Vallejo | 27  | 16 | 8 | 3 | 5 | 18 | 20 | -2   |
| 7    | Universidad San Martín    | 24  | 16 | 7 | 3 | 6 | 17 | 17 | 0    |
| 8    | UTC de Cajamarca          | 23  | 16 | 6 | 5 | 5 | 18 | 15 | +3   |
| 9    | Juan Aurich               | 19  | 16 | 5 | 4 | 7 | 22 | 25 | -3   |
| 10   | Ayacucho FC               | 19  | 16 | 5 | 4 | 7 | 22 | 26 | -4   |
| 11   | Cienciano del Cusco       | 18  | 16 | 4 | 6 | 6 | 16 | 19 | -3   |
| 12   | Unión Comercio            | 18  | 16 | 5 | 3 | 8 | 27 | 32 | -5   |
| 13   | Deportivo Municipal P     | 18  | 16 | 4 | 6 | 6 | 13 | 22 | -9   |
| 14   | Alianza Lima              | 17  | 16 | 4 | 5 | 7 | 18 | 21 | -3   |
| 15   | Alianza Atlético R        | 16  | 16 | 4 | 4 | 8 | 20 | 29 | -9   |
| 16   | León de Huánuco           | 15  | 16 | 3 | 6 | 7 | 21 | 31 | -10  |
| 17   | Sport Loreto P            | 14  | 16 | 3 | 5 | 8 | 13 | 21 | -8   |

|  | Qualification pour les demi-finales du championnat                                                      |
|  | T : Tenant du titre P : Promu de Segunda División R : Réintégré à la faveur d'une résolution de la FIFA |

#### Match d'appui pour le tournoi
| 2 décembre 2015 | FBC Melgar                             | 1 - 1             | Real Garcilaso                       | Estadio Miguel Grau, Callao                  |                                              |
| 19:30           | Gonzáles-Vigil 67e (pen.)              | (0 - 0)           | 89e (pen.) Rodríguez                 | Spectateurs : 1 009 Arbitrage : Manuel Garay | Spectateurs : 1 009 Arbitrage : Manuel Garay |
| 19:30           | Schuler · Hinostroza · Palomino · Arce | Tirs au but 4 – 2 | Ramúa · Aubert · Rodríguez · Carando | Spectateurs : 1 009 Arbitrage : Manuel Garay | Spectateurs : 1 009 Arbitrage : Manuel Garay |

### Classement cumulé
| Rang | Équipe                       | Pts | J  | G  | N  | P  | Bp | Bc | Diff |
| ---- | ---------------------------- | --- | -- | -- | -- | -- | -- | -- | ---- |
| 1    | FBC Melgar Clo +1            | 60  | 32 | 16 | 11 | 5  | 51 | 22 | +29  |
| 2    | Sporting Cristal T Ouv       | 58  | 32 | 16 | 10 | 6  | 60 | 40 | +20  |
| 3    | Real Garcilaso               | 57  | 32 | 16 | 9  | 7  | 48 | 36 | +12  |
| 4    | Universidad César Vallejo TI | 51  | 32 | 14 | 9  | 9  | 42 | 40 | +2   |
| 5    | Sport Huancayo -3            | 47  | 32 | 13 | 11 | 8  | 47 | 36 | +11  |
| 6    | Deportivo Municipal P        | 46  | 32 | 11 | 13 | 8  | 32 | 35 | -3   |
| 7    | Universitario de Deportes +1 | 44  | 32 | 11 | 10 | 11 | 36 | 37 | -1   |
| 8    | Unión Comercio               | 44  | 32 | 12 | 8  | 12 | 48 | 51 | -3   |
| 9    | Alianza Lima                 | 43  | 32 | 12 | 7  | 13 | 38 | 35 | +3   |
| 10   | Juan Aurich                  | 41  | 32 | 11 | 8  | 13 | 46 | 43 | +3   |
| 11   | Universidad San Martín +1    | 38  | 32 | 10 | 7  | 15 | 31 | 40 | -9   |
| 12   | UTC de Cajamarca             | 37  | 32 | 9  | 10 | 13 | 39 | 46 | -7   |
| 13   | Alianza Atlético R           | 37  | 32 | 10 | 7  | 15 | 39 | 49 | -10  |
| 14   | Ayacucho FC -1               | 33  | 32 | 9  | 7  | 16 | 37 | 51 | -14  |
| 15   | Cienciano del Cusco -6       | 31  | 32 | 9  | 10 | 13 | 39 | 42 | -3   |
| 16   | Sport Loreto P -2            | 29  | 32 | 7  | 10 | 15 | 27 | 39 | -12  |
| 17   | León de Huánuco -4           | 29  | 32 | 8  | 9  | 15 | 42 | 59 | -17  |

|  | Qualification pour les demi-finales du championnat |
|  | Qualification pour la Copa Sudamericana 2016 |
|  | Relégation directe en deuxième division |
|  | T : Tenant du titre Ouv : Vainqueur du tournoi Ouverture Clo : Vainqueur du tournoi Clôture TI : Vainqueur du Torneo del Inca 2015 P : Promu de Segunda División R : Réintégré à la faveur d'une résolution de la FIFA |

- FBC Melgar reçoit un point de bonus en raison de sa victoire lors du Torneo de Apertura de Reservas 2015.
- Universitario de Deportes reçoit un point de bonus en raison de sa victoire lors du Torneo del Inca de Reservas 2015.
- Universidad San Martín reçoit un point de bonus en raison de sa victoire lors du Torneo de Clausura de Reservas 2015.
- Ayacucho FC se voit retirer un point car il finit avant-dernier du Torneo del Inca 2015.
- Sport Loreto se voit retirer deux points car il finit dernier du Torneo del Inca 2015.
- León de Huánuco écope d'une pénalité de 4 points en raison de dettes.
- Cienciano del Cusco écope d'une pénalité de 6 points en raison de dettes.
- Sport Huancayo se voit retirer trois points car il n'atteint pas les 2700 minutes, temps minimal de jeu requis par la ligue péruvienne de football pour les joueurs nés à partir du 1er janvier 1995.

### Troisième phase (Play off)

#### Tableau
|  |                           |                        |                  |            |                               |   |   |                        |        |        |        |        |
|  | 1/2 finale                | 1/2 finale             | 1/2 finale       | 1/2 finale | 1/2 finale                    |   |   | Finale                 | Finale | Finale | Finale | Finale |
|  | 6 et 9 décembre 2015      |                        |                  |            |                               |   |   |                        |        |        |        |        |
|  |                           |                        |                  |            |                               |   |   |                        |        |        |        |        |
|  | FBC Melgar                |                        | 1                | 4          |                               |   |   |                        |        |        |        |        |
|  | FBC Melgar                | 13 et 16 décembre 2015 | 1                | 4          |                               |   |   |                        |        |        |        |        |
|  | Real Garcilaso            |                        | 0                | 0          |                               |   |   |                        |        |        |        |        |
|  | Real Garcilaso            | FBC Melgar             | 0                | 0          |                               | 3 | 2 |                        |        |        |        |        |
|  | 6 et 9 décembre 2015      | FBC Melgar             |                  |            |                               | 3 | 2 |                        |        |        |        |        |
|  |                           |                        | Sporting Cristal |            | 2                             | 2 |   |                        |        |        |        |        |
|  | Sporting Cristal          |                        | Sporting Cristal | 3          | 2                             | 2 | 3 |                        |        |        |        |        |
|  | Sporting Cristal          |                        |                  | 3          |                               |   | 3 |                        |        |        |        |        |
|  | Universidad César Vallejo |                        | 1                | 4          |                               |   |   |                        |        |        |        |        |
|  | Universidad César Vallejo |                        | 1                | 4          | Match pour la troisième place |   |   |                        |        |        |        |        |
|  |                           |                        |                  |            |                               |   |   |                        |        |        |        |        |
|  |                           |                        |                  |            |                               |   |   | 12 et 15 décembre 2015 |        |        |        |        |
|  |                           |                        |                  |            |                               |   |   |                        |        |        |        |        |
|  | Real Garcilaso            |                        | 1                | 0          |                               |   |   |                        |        |        |        |        |
|  | Real Garcilaso            |                        | 1                | 0          |                               |   |   |                        |        |        |        |        |
|  | Universidad César Vallejo |                        | 0                | 3          |                               |   |   |                        |        |        |        |        |

#### Demi-finales du championnat
L'Universidad César Vallejo (vainqueur du Torneo del Inca 2015), le Sporting Cristal (champion du tournoi d'ouverture), le FBC Melgar (champion du tournoi de clôture) et le Real Garcilaso (équipe ayant obtenu le plus de points au classement général cumulé) sont qualifiés pour les demi-finales du championnat.
| Équipe           | Aller | Total | Retour | Équipe                    |
| ---------------- | ----- | ----- | ------ | ------------------------- |
| FBC Melgar       | 1 - 0 | 5 - 0 | 4 - 0  | Real Garcilaso            |
| Sporting Cristal | 3 - 1 | 6 - 5 | 3 - 4  | Universidad César Vallejo |

| 6 décembre 2015 | FBC Melgar        | 1 - 0   | Real Garcilaso | Estadio Monumental Virgen de Chapi, Arequipa     |                                                  |
| 13:00           | Zúñiga 89e (pen.) | (0 - 0) |                | Spectateurs : 31 806 Arbitrage : Diego Haro (en) | Spectateurs : 31 806 Arbitrage : Diego Haro (en) |

| 9 décembre 2015 | Real Garcilaso | 0 - 4   | FBC Melgar                            | Estadio Inca Garcilaso de la Vega, Cuzco          |                                                   |
| 15:30           |                | (0 - 2) | 6e (csc) Vílchez · 21e 74e 82e Cuesta | Spectateurs : 12 350 Arbitrage : Michael Espinoza | Spectateurs : 12 350 Arbitrage : Michael Espinoza |

| 6 décembre 2015 | Sporting Cristal                | 3 - 1   | Universidad César Vallejo | Estadio Alberto Gallardo, Lima                 |                                                |
| 15:30           | Revoredo 26e 55e · Da Silva 88e | (1 - 1) | 23e Chávez                | Spectateurs : 7 018 Arbitrage : Luis Seminario | Spectateurs : 7 018 Arbitrage : Luis Seminario |

| 9 décembre 2015 | Universidad César Vallejo               | 4 - 3   | Sporting Cristal                             | Estadio Mansiche, Trujillo                    |                                               |
| 13:00           | Millán 12e 78e · Ciucci 33e · Silva 88e | (2 - 1) | 31e (csc) Cardoza · 47e Ávila · 50e Da Silva | Spectateurs : 17 284 Arbitrage : Manuel Garay | Spectateurs : 17 284 Arbitrage : Manuel Garay |

#### Match pour la3eplace
Le vainqueur du match de classement est qualifié pour la Copa Libertadores 2016, le perdant va à la Copa Sudamericana 2016.
| Équipe         | Aller | Total | Retour | Équipe                    |
| -------------- | ----- | ----- | ------ | ------------------------- |
| Real Garcilaso | 1 - 0 | 1 - 3 | 0 - 3  | Universidad César Vallejo |

| 12 décembre 2015 | Real Garcilaso | 1 - 0   | Universidad César Vallejo | Estadio Inca Garcilaso de la Vega, Cuzco     |                                              |
| 15:30            | Correa 19e     | (1 - 0) |                           | Spectateurs : 719 Arbitrage : Luis Seminario | Spectateurs : 719 Arbitrage : Luis Seminario |

| 15 décembre 2015 | Universidad César Vallejo             | 3 - 0   | Real Garcilaso | Estadio Mansiche, Trujillo                   |                                              |
| 15:30            | Montes 19e · Millán 83e · Cobelli 87e | (1 - 0) |                | Spectateurs : 2 453 Arbitrage : Manuel Garay | Spectateurs : 2 453 Arbitrage : Manuel Garay |

#### Finale du championnat
Les deux finalistes sont qualifiés pour la Copa Libertadores 2016. Le vainqueur est déclaré champion du Pérou.
| Équipe           | Aller | Total | Retour | Équipe     |
| ---------------- | ----- | ----- | ------ | ---------- |
| Sporting Cristal | 2 - 2 | 4 - 5 | 2 - 3  | FBC Melgar |

| 13 décembre 2015 | Sporting Cristal                       | 2 - 2   | FBC Melgar            | Estadio Nacional, Lima                           |                                                  |
| 15:30            | Palomino 42e (csc) · Sheput 52e (pen.) | (1 - 1) | 40e Uribe · 86e Quina | Spectateurs : 21 955 Arbitrage : Diego Haro (en) | Spectateurs : 21 955 Arbitrage : Diego Haro (en) |

| 16 décembre 2015 | FBC Melgar                              | 3 - 2   | Sporting Cristal                 | Estadio Monumental Virgen de Chapi, Arequipa |                                             |
| 15:30            | Zúñiga 20e · Fernández 44e · Cuesta 90e | (2 - 1) | Da Silva 12e · Blanco 71e (pen.) | Spectateurs : 32 000 Arbitrage : Luis Garay  | Spectateurs : 32 000 Arbitrage : Luis Garay |

| Pérou               |
| Champion            |
| FBC Melgar 2e titre |

## Bilan de la saison
| Championnat du Pérou de football 2015 |                           |
| Champion                              | FBC Melgar                |
| Qualifications continentales          |                           |
| Copa Libertadores 2016                | FBC Melgar                |
| Copa Libertadores 2016                | Sporting Cristal          |
| Copa Libertadores 2016                | Universidad César Vallejo |
| Copa Sudamericana 2016                | Real Garcilaso            |
| Copa Sudamericana 2016                | Sport Huancayo            |
| Copa Sudamericana 2016                | Deportivo Municipal       |
| Copa Sudamericana 2016                | Universitario de Deportes |
| Promotions et relégations             |                           |
| Promus en Primera División            | Comerciantes Unidos       |
| Promus en Primera División            | Defensor La Bocana        |
| Relégués en Segunda División          | Cienciano del Cusco       |
| Relégués en Segunda División          | Sport Loreto              |
| Relégués en Segunda División          | León de Huánuco           |

## Meilleurs buteurs
Source consultée: ADFP.